# Flemming Lund
Flemming Lund (* 6. Oktober 1952 in Kopenhagen) ist ein ehemaliger dänischer Fußballspieler.
Flemming „der rasende Zwerg“ Lund spielte von 1976 bis 1979 als Profifußballer in der Bundesliga. Als offensiver Mittelfeldspieler erzielte er in 96 Bundesligaspielen 7 Tore für Rot-Weiss Essen und Fortuna Düsseldorf.

## Erfolge als Spieler
- Deutscher Pokalsieger 1979  mit Fortuna Düsseldorf
- Finalteilnahme im Europapokal der Pokalsieger mit Fortuna Düsseldorf

## Privates
Flemming Lund ist der Vater von Charlotte und Tina Lund, die beide professionelle Springreiterinnen sind.